# هیلی پیج
هیلی پیج (انگلیسی: Haley Paige؛ زاده ۳۰ دسامبر ۱۹۸۱ درگذشته ۲۱ اوت ۲۰۰۷) بازیگر پورنوگرافی اهل ایالات متحده آمریکا متولد مکزیک بود.